# Cmentarz żydowski w Proszowicach
Cmentarz żydowski – kirkut położony w Proszowicach przy ulicy Krakowskiej, na zachód od miasta, przy drodze Kraków – Proszowice, na lekkim wzniesieniu. Ma powierzchnię 0,36 ha. Całkowicie zdewastowany w czasie okupacji niemieckiej w Polsce w latach 1939-1945.
Na cmentarzu żydowskim w Proszowicach znajdują się groby ofiar Zagłady, między innymi:
- mogiła niezidentyfikowanej kobiety i dziecka pochodzenia żydowskiego, rozstrzelanych latem 1943 roku na posesji Lecha Łakomskiego w Proszowicach,
- mogiła małżeństwa Gersinów, rozstrzelanych w grudniu 1942 roku,
- mogiła dwudziestu dwóch osób, rozstrzelanych przez nazistów w październiku 1942 r. przy ul. Kościuszki w Proszowicach,
- mogiła Jankiela, Rajzel i Ruchli Manel, rozstrzelanych w grudniu 1942 roku[1].

W 1989 roku został uporządkowany. Rozbite i zachowane w całości macewy wmurowano w mur stojący na środku cmentarza. Ufundowano też pamiątkowe tablice. Jedną z osób, która pomagała wydobywać macewy, był Wiesław Kubik.